# 竹内明
竹内 明（たけうち めい、1969年2月23日 - ）は、TBSテレビ執行役員、前報道局長、ジャーナリスト、作家。TBS（東京放送）→TBSテレビの元・記者およびニュースキャスターで、身長は182cm。血液型はB型。

## 来歴
神奈川県茅ヶ崎市出身。神奈川県立鶴嶺高等学校、慶應義塾大学法学部法律学科卒業後の1991年にTBS（当時）へ入社。同期入社組に、アナウンサーの秋沢淳子（現在はTBSテレビ事業局国際事業部員）と安東弘樹（現在はフリーアナウンサー）、映画事業部担当部長の平野隆、武田一顯（元・TBSラジオ国会担当記者）、制作局プロデューサーの大久保竜と高橋一晃らがいる。
TBSへの入社後に、ADなどを経て報道局に配属。報道局社会部記者として警視庁・検察庁担当記者、オウム真理教事件、警察庁長官狙撃事件、東京地検特捜部が手がけた数々の事件で取材を担当した後に、報道局外信部が所管するJNNニューヨーク支局に海外特派員として赴任した。
日本への帰国後に、『イブニング・ファイブ』の編集長、報道局社会部・外信部のデスクを経て、2009年7月から『総力報道!THE NEWS』のキャスター陣に加わった。『総力報道 - 』の終了後は、報道局のニュース部次長や『Nスタ』の編集長を務めていたが、2013年4月1日から同番組の平日版に出演。2014年10月3日まではJNN協定枠（全国ニュース）、翌週（10月6日）からは第2部『Nスタ ニューズアイ』（17:50 - 19:00）の総合司会を務めた。
『Nスタ　ニューズアイ』の総合司会を2017年3月31日で勇退してからは、TBSテレビの報道局で管理業務に専念。総合編集センター長・編集部長を経て、2020年11月の時点で報道局長を務めている。その一方で、記者時代の取材経験を基に、『総力報道!THE NEWS』のキャスター時代からインテリジェンスに関するノンフィクション作品や小説を随時発表している（詳細後述）。

## 人物・エピソード
- 幼少時より空手を習っており、有段者。
- 『報道局社会部記者』時代の1995年に発生した「全日空機ハイジャック事件」では 史上初の強行突入を現場で取材。機内の様々な映像は 竹内本人がダイレクトに入手した。
- 『JNN ニューヨーク支局』では現場至上主義を掲げ、FBI・CIAの対テロ戦争の裏側や国連を中心に取材。さらには凶悪なストリートギャングに半年間潜入密着、児童買春の少年少女の実態を追うなど社会問題を中心に特集を製作した。またスペースシャトル・コロンビア号の空中分解事故やハイチのクーデターさらにはハリケーンの「カトリーナ」による災害など多くの犠牲者を出した現場からもリポートした[3]。
- 『報道特集NEXT』のディレクターの一人でもある。
- 『総力報道!THE NEWS』出演時、裁判員裁判のニュースを報じる際に自ら描いた法廷内スケッチを使って解説を行い、中継レポートでもスケッチやイラストを多用した。
- 東京ディズニーランドに計15回ほど訪れたことがある。また外国にあるディズニーランドにも複数ヵ所訪れたことがある。[7]

## 親族
- 高祖父 - 竹内綱（吉田茂の実父）
- 曾祖父[8] - 竹内明太郎（衆議院議員・実業家、吉田の異母兄）[9]
- 族父（おじ）麻生太郎（衆議院議員・元首相）
- 祖父 - 竹内強一郎（横浜国立大学の前身の一つ横浜高等工業学校教授）
- 伯父（父の兄） - 竹内啓一（一橋大学元教授・地理学者）

## 過去の出演番組
- 総力報道!THE NEWS （メインキャスター、2009年7月20日 - 2010年3月26日）
- Nスタ（ニュースキャスター、2013年4月1日 - 2014年10月3日[10]、2015年2月1日[11]）
- Nスタ ニューズアイ （総合司会、2014年10月6日 - 2017年3月31日）

## 著書
- 『ドキュメント秘匿捜査・警視庁公安部外事1課スパイハンターの344日』 講談社、2009年2月。
- 『時効捜査　警察庁長官狙撃事件の深層』 講談社・第42回大宅壮一ノンフィクション賞候補、2010年4月。
- 『背乗り 警視庁公安部外事二課』 講談社、2014年9月。
- 『マルトク 特別協力者　警視庁公安部外事二課』 講談社、2015年10月。
- 『完全秘匿 警察庁長官狙撃事件』 講談社+α文庫、2016年2月。[12]